# Triturador de basura

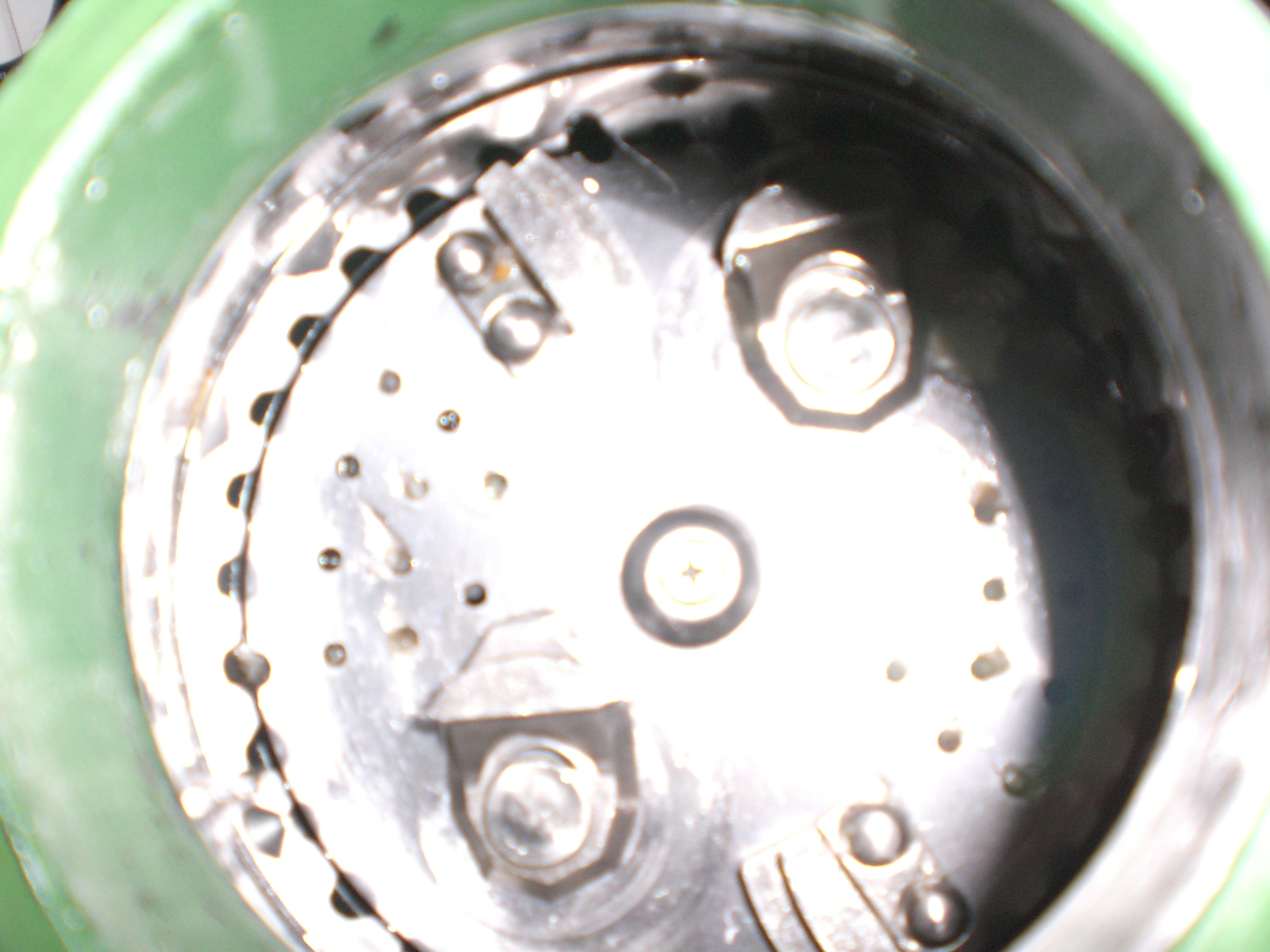
Triturador de basura visto desde arriba

Una triturador de basura es un electrodoméstico que desmenuza la basura orgánica para facilitar su eliminación. Existen modelos domésticos e industriales para hostelería.
Este aparato se suele situar en el fregadero y tritura la basura orgánica (restos de comida) mediante un motor eléctrico y la evacua por el desagüe ayudándose del agua corriente. El resto de los residuos (plásticos y cartonaje) deben llevarse a los lugares tradicionales (sean separativos o no).
Resulta más cómodo porque no hace falta tirar la basura orgánica. Requiere menos uso del sistema de recogida de basura, lo que supone un beneficio económico para las comunidades y ayuntamientos, ya que se elimina hasta el 45% del residuo total. Además, ayuda a la separación efectiva de residuos.
En términos generales, la trituración domiciliaria de residuos y su vertido cloacal es actualmente considerado un método eficiente y ecológico de tratamiento de la basura. De esta manera se expresa la Unión Europea en su proyecto CIUDAD 21, en la que se propone un modelo de ciudad eficiente y sostenible. La trituradora de cocina doméstica e industrial ha demostrado ser un electrodoméstico capaz de realizar el transporte del residuo orgánico a través de la red de saneamiento, lo que reduce la huella del carbono, al no producirse las emisiones de CO2 procedente de los camiones de recogida.
En cuanto a prohibiciones y obligaciones, la Federación de municipios y provincias la recomienda [¿dónde?]. Algunos ayuntamientos tienen prohibiciones que datan de las trituradoras antiguas, que llevaban cuchillas. Estas cuchillas hacían trozos, lo que atascaba la red de desagüe. Las nuevas (aprobadas por CE) llevan un sistema de triturado por muelas móviles o rodillos (según caso) lo que impide que haya trozos, y por consiguiente, atascos.
Son obligadas en Andalucía en Sanidad. 
En algunos casos el sistema se puede variar para que el triturado vaya hasta un digestor de biogás y utilizar su gas y el biol como fertilizante.
También se podría utilizar para facilitar la compostación. Aunque el residuo puede resultar excesivamente húmedo.